# 랑주뱅 방정식
물리학에서 랑주뱅 방정식(영어: Langevin equation, 폴 랑주뱅의 이름을 따서 명명됨)은 결정론적 힘과 요동하는("무작위") 힘의 조합을 받을 때 시스템이 어떻게 진화하는지 설명하는 확률미분방정식이다. 랑주뱅 방정식의 종속 변수는 일반적으로 시스템의 다른 (미시적) 변수에 비해 느리게 변하는 집단적 (거시적) 변수이다. 빠른 (미시적) 변수는 랑주뱅 방정식의 확률적 특성을 담당한다. 한 가지 응용 분야는 유체 내 작은 입자의 요동 운동을 모델링하는 브라운 운동이다.

## 원형으로서의 브라운 운동
랑주뱅 방정식의 원본은 유체 분자와의 충돌로 인해 유체 내 입자가 겉보기에는 무작위로 움직이는 현상인 브라운 운동을 설명한다.
{\displaystyle m{\frac {\mathrm {d} \mathbf {v} }{\mathrm {d} t}}=-\lambda \mathbf {v} +{\boldsymbol {\eta }}\left(t\right).}
여기서 {\displaystyle \mathbf {v} }는 입자의 속도, {\displaystyle \lambda }는 감쇠 계수, {\displaystyle m}은 질량이다. 입자에 작용하는 힘은 입자 속도에 비례하는 점성력(스토크스의 법칙)과 유체 분자와의 충돌 효과를 나타내는 노이즈 항 {\displaystyle {\boldsymbol {\eta }}\left(t\right)}의 합으로 나타낼 수 있다. 힘 {\displaystyle {\boldsymbol {\eta }}\left(t\right)}은 상관 함수가 있는 가우스 확률 분포를 따른다.
{\displaystyle \left\langle \eta _{i}\left(t\right)\eta _{j}\left(t'\right)\right\rangle =2\lambda k_{\text{B}}T\delta _{i,j}\delta \left(t-t'\right),}
여기서 {\displaystyle k_{\text{B}}}는 볼츠만 상수, {\displaystyle T}는 온도이며 {\displaystyle \eta _{i}\left(t\right)}는 벡터 {\displaystyle {\boldsymbol {\eta }}\left(t\right)}의 i번째 성분이다. 시간 상관의 {\displaystyle \delta }-함수 형태는 시간 {\displaystyle t}에서의 힘이 다른 시간에서의 힘과 상관 관계가 없음을 의미한다. 이는 근사치이다. 실제 무작위 힘은 분자의 충돌 시간에 해당하는 0이 아닌 상관 시간을 갖는다. 그러나 랑주뱅 방정식은 훨씬 긴 시간 규모에서 "거시적" 입자의 움직임을 설명하는 데 사용되며, 이 한계에서 {\displaystyle \delta }-상관 및 랑주뱅 방정식은 사실상 정확하다.
랑주뱅 방정식의 또 다른 공통적인 특징은 무작위 힘의 상관 함수에 감쇠 계수 {\displaystyle \lambda }가 나타나는 것인데, 이는 평형 시스템에서 아인슈타인 관계의 표현이다.

## 수학적 측면
엄밀히 {\displaystyle \delta }-상관된 요동하는 힘 {\displaystyle {\boldsymbol {\eta }}\left(t\right)}는 일반적인 수학적 의미에서 함수가 아니며, 이 한계에서는 미분 {\displaystyle \mathrm {d} \mathbf {v} /\mathrm {d} t}조차 정의되지 않는다. 이 문제는 랑주뱅 방정식이 적분 형태로 쓰여질 때 사라진다.
{\displaystyle m\mathbf {v} =\int ^{t}\left(-\lambda \mathbf {v} +{\boldsymbol {\eta }}\left(t\right)\right)\mathrm {d} t.}
그러므로, 미분 형태는 시간 적분형의 약자에 불과하다. 이러한 유형의 방정식에 대한 일반적인 수학 용어는 "확률미분방정식"이다.
또 다른 수학적 모호성은 곱셈 노이즈를 포함하는 랑주뱅 방정식에서 발생한다. 이는 종속 변수의 비상수 함수로 곱해지는 노이즈 항, 예를 들어 {\displaystyle \left|{\boldsymbol {v}}(t)\right|{\boldsymbol {\eta }}(t)}를 나타낸다. 곱셈 노이즈가 시스템에 내재되어 있다면, 그 정의는 모호하다. 왜냐하면 스트라토노비치- 또는 이토 스킴에 따라 해석하는 것이 모두 유효하기 때문이다(이토 적분 참조). 그럼에도 불구하고, 물리적 관측량은 해석과 무관하다. 단, 후자가 방정식을 조작할 때 일관되게 적용된다는 전제하에 그렇다. 이는 해석 스킴에 따라 미적분의 기호 규칙이 다르기 때문에 필요하다. 노이즈가 시스템 외부적이라면, 적절한 해석은 스트라토노비치 해석이다.

## 일반적인 랑주뱅 방정식
고전 역학에서 일반적인 랑주뱅 방정식에 대한 형식적인 유도가 있다. 이 일반적인 방정식은 임계 현상 이론 및 다른 비평형 통계역학 분야에서 중심적인 역할을 한다. 위에 언급된 브라운 운동 방정식은 특수한 경우이다.
유도에서 필수적인 단계는 자유도를 느린 범주와 빠른 범주로 나누는 것이다. 예를 들어, 액체에서 국부 열역학적 평형은 몇 번의 충돌 시간 내에 도달하지만, 질량 및 에너지와 같은 보존량의 밀도가 평형에 도달하는 데는 훨씬 더 오랜 시간이 걸린다. 따라서 보존량의 밀도, 특히 그 긴 파장 성분은 느린 변수 후보이다. 이러한 분할은 츠방칙 사영 연산자로 형식적으로 표현될 수 있다. 그럼에도 불구하고, 이 유도는 엄밀한 증명이 부족하고 대신 물리 시스템의 그럴듯한 근사치로만 정당화되는 가정에 의존하기 때문에 수리물리학적 관점에서는 완전히 엄밀하지는 않다.
{\displaystyle A=\{A_{i}\}}를 느린 변수라 하자. 일반 랑주뱅 방정식은 다음과 같다.
{\displaystyle {\frac {\mathrm {d} A_{i}}{\mathrm {d} t}}=k_{\text{B}}T\sum \limits _{j}{\left[{A_{i},A_{j}}\right]{\frac {{\mathrm {d} }{\mathcal {H}}}{\mathrm {d} A_{j}}}}-\sum \limits _{j}{\lambda _{i,j}\left(A\right){\frac {\mathrm {d} {\mathcal {H}}}{\mathrm {d} A_{j}}}+}\sum \limits _{j}{\frac {\mathrm {d} {\lambda _{i,j}\left(A\right)}}{\mathrm {d} A_{j}}}+\eta _{i}\left(t\right).}
요동하는 힘 {\displaystyle \eta _{i}\left(t\right)}는 상관 함수를 가진 가우스 확률 분포를 따른다.
{\displaystyle \left\langle {\eta _{i}\left(t\right)\eta _{j}\left(t'\right)}\right\rangle =2\lambda _{i,j}\left(A\right)\delta \left(t-t'\right).}
이것은 감쇠 계수 {\displaystyle \lambda }에 대한 온사거 역관계 {\displaystyle \lambda _{i,j}=\lambda _{j,i}}를 의미한다. {\displaystyle A}에 대한 {\displaystyle \lambda }의 의존성 {\displaystyle \mathrm {d} \lambda _{i,j}/\mathrm {d} A_{j}}는 대부분의 경우 무시할 수 있다. 기호 {\displaystyle {\mathcal {H}}=-\ln \left(p_{0}\right)}는 시스템의 해밀턴을 나타내며, 여기서 {\displaystyle p_{0}\left(A\right)}는 변수 {\displaystyle A}의 평형 확률 분포이다. 마지막으로, {\displaystyle [A_{i},A_{j}]}는 느린 변수 {\displaystyle A_{i}}와 {\displaystyle A_{j}}의 푸아송 괄호를 느린 변수 공간으로 투영한 것이다.
브라운 운동의 경우 {\displaystyle {\mathcal {H}}=\mathbf {p} ^{2}/\left(2mk_{\text{B}}T\right)}, {\displaystyle A=\{\mathbf {p} \}} 또는 {\displaystyle A=\{\mathbf {x} ,\mathbf {p} \}}이고 {\displaystyle [x_{i},p_{j}]=\delta _{i,j}}이다. {\displaystyle \mathbf {x} }에 대한 운동 방정식 {\displaystyle \mathrm {d} \mathbf {x} /\mathrm {d} t=\mathbf {p} /m}은 정확하다. 즉, 요동하는 힘 {\displaystyle \eta _{x}}와 감쇠 계수 {\displaystyle \lambda _{x,p}}가 없다.

## 예시

### 전기 저항의 열 잡음

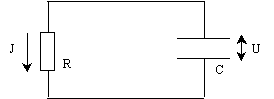
저항기와 축전기로 구성된 전기회로.

위에서 논의한 전형적인 브라운 입자와 저항기에서 열적 요동에 의해 생성되는 전기 전압인 존슨 잡음 사이에는 밀접한 유사성이 있다. 오른쪽 다이어그램은 저항 R과 용량 C로 구성된 전기 회로를 보여준다. 느린 변수는 저항기 양단 전압 U이다. 해밀턴은 {\displaystyle {\mathcal {H}}=E/k_{\text{B}}T=CU^{2}/(2k_{\text{B}}T)}로 읽히고, 랑주뱅 방정식은 다음과 같다.
{\displaystyle {\frac {\mathrm {d} U}{\mathrm {d} t}}=-{\frac {U}{RC}}+\eta \left(t\right),\;\;\left\langle \eta \left(t\right)\eta \left(t'\right)\right\rangle ={\frac {2k_{\text{B}}T}{RC^{2}}}\delta \left(t-t'\right).}
이 방정식을 사용하여 상관 함수를 결정할 수 있다.
{\displaystyle \left\langle U\left(t\right)U\left(t'\right)\right\rangle ={\frac {k_{\text{B}}T}{C}}\exp \left(-{\frac {\left|t-t'\right|}{RC}}\right)\approx 2Rk_{\text{B}}T\delta \left(t-t'\right),}
여기서 용량 C가 무시할 수 있을 만큼 작아지면 백색 잡음(존슨 잡음)이 된다.

### 임계 동역학
2차 질서 매개변수 {\displaystyle \varphi }의 동역학은 임계점 근처에서 느려지고 랑주뱅 방정식으로 설명될 수 있다. 가장 간단한 경우는 비보존 스칼라 질서 매개변수를 갖는 "모델 A" 보편성 부류로, 예를 들어 축방향 강자성체에서 실현된다.
{\displaystyle {\begin{aligned}{\frac {\partial }{\partial t}}\varphi {\left(\mathbf {x} ,t\right)}&=-\lambda {\frac {\delta {\mathcal {H}}}{\delta \varphi }}+\eta {\left(\mathbf {x} ,t\right)},\\[2ex]{\mathcal {H}}&=\int d^{d}x\left[{\frac {1}{2}}r_{0}\varphi ^{2}+u\varphi ^{4}+{\frac {1}{2}}\left(\nabla \varphi \right)^{2}\right],\\[2ex]\left\langle \eta {\left(\mathbf {x} ,t\right)}\,\eta {\left(\mathbf {x} ',t'\right)}\right\rangle &=2\lambda \,\delta {\left(\mathbf {x} -\mathbf {x} '\right)}\;\delta {\left(t-t'\right)}.\end{aligned}}}
다른 보편성 클래스(명칭은 "모델 A",..., "모델 J"이다)는 확산하는 질서 매개변수, 여러 성분을 가진 질서 매개변수, 다른 임계 변수 및 푸아송 괄호로부터의 기여를 포함한다.

그림 1: 랑주뱅 방정식으로 인한 확산을 보여주는 조화 진동자의 위상 그림.

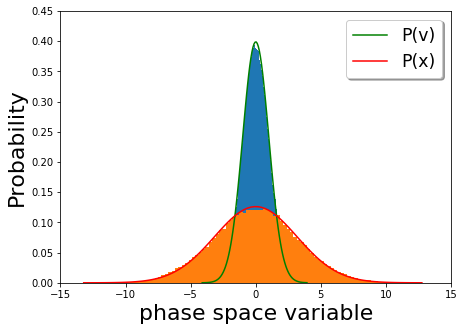
그림 2: 조화 포텐셜에서의 랑주뱅 동역학에 대한 평형 확률

### 유체 속의 조화 진동자
{\displaystyle m{\frac {dv}{dt}}=-\lambda v+\eta (t)-kx}
유체 속의 입자는 퍼텐셜 에너지 함수, 감쇠력, 그리고 변동-소산 정리에 의해 주어지는 열적 요동을 포함하는 랑주뱅 방정식으로 설명된다. 퍼텐셜이 이차이면 등에너지 곡선은 그림과 같이 타원이다. 만약 소산이 있지만 열 잡음이 없다면, 입자는 환경에 에너지를 지속적으로 잃고, 시간 의존적인 위상 그림(속도 대 위치)은 0 속도에 대한 안쪽 나선을 따른다. 대조적으로, 열적 요동은 입자에 지속적으로 에너지를 추가하여 정확히 0 속도에 도달하는 것을 방지한다. 오히려 확률적 진동자의 초기 앙상블은 속도와 위치가 맥스웰-볼츠만 분포에 따라 분포되는 정상 상태에 접근한다. 아래 그림(그림 2)에서 조화 퍼텐셜({\textstyle U={\frac {1}{2}}kx^{2}})에서의 오랜 시간 속도 분포(파란색)와 위치 분포(주황색)가 볼츠만 확률(속도-녹색, 위치-빨간색)과 함께 그려져 있다. 특히, 나중 시간 행동은 열 평형을 나타낸다.

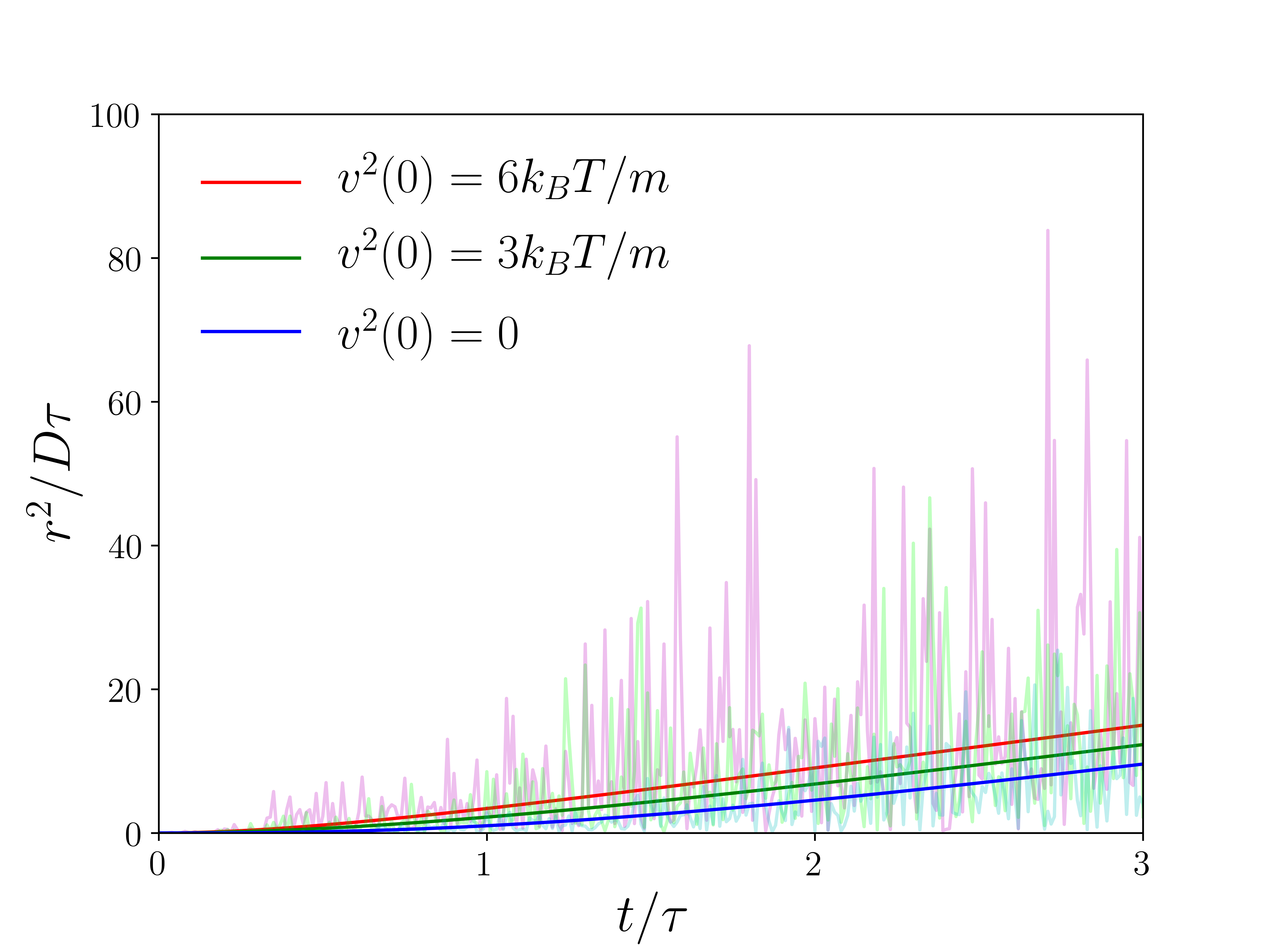
시뮬레이션된 자유 브라운 입자(반투명한 구불구불한 선)의 제곱 변위가 시간에 따라 0, 3k_{B}T/m, 6k_{B}T/m의 세 가지 초기 제곱 속도 선택에 대해 나타나며, 3k_{B}T/m은 열 평형에서의 등분배 값이다. 색깔 있는 실선은 해당 매개변수 선택에 대한 평균 제곱 변위를 나타낸다.

### 자유 브라운 입자의 궤적

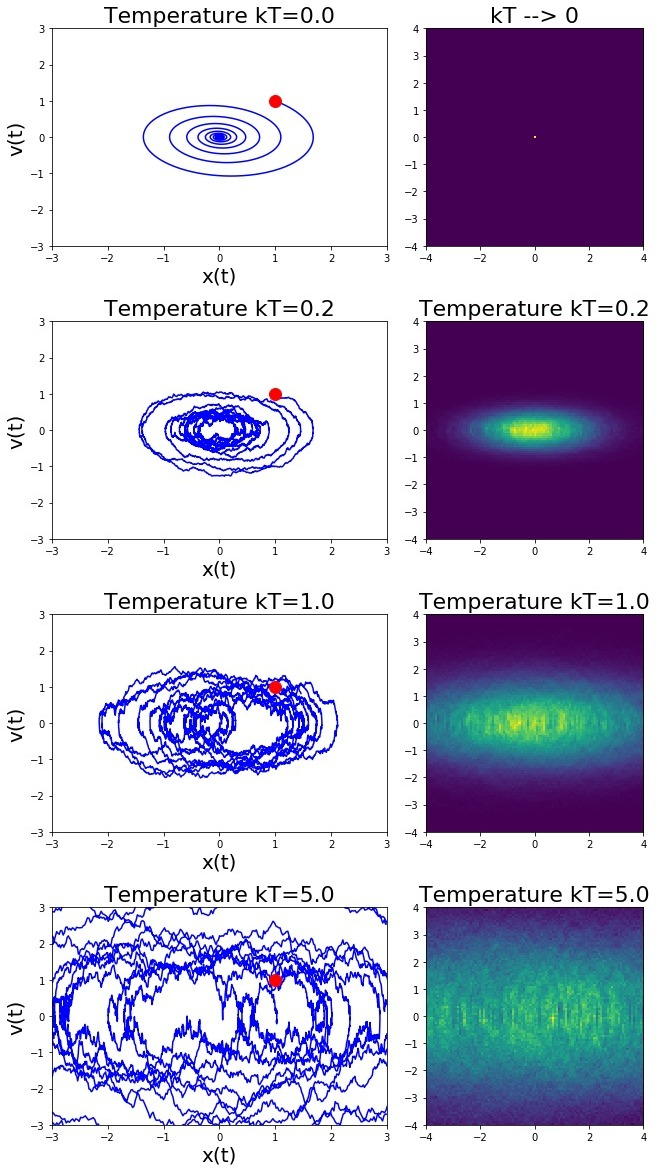
이 플롯은 오일러-마루야마 방법을 사용하여 얻은 약하게 감쇠된 조화 진동자에 대한 완전한 랑주뱅 방정식의 해를 나타낸다. 왼쪽 패널은 서로 다른 온도에서 위상 포트레이트의 시간 변화를 보여준다. 오른쪽 패널은 해당 평형 확률 분포를 나타낸다. 0도에서는 감쇠로 인해 속도가 초기 값(빨간색 점)에서 0으로 몇 차례 진동하는 동안 천천히 감소한다. 0이 아닌 온도에서는 열적 요동으로 인해 속도가 초기 값보다 높은 값으로 급격히 변할 수 있다. 오랜 시간 후에는 속도가 0이 아닌 상태로 유지되며, 위치 및 속도 분포는 열 평형 상태에 해당한다.

다음과 같이 운동 방정식이 기술되는 질량 {\displaystyle m}인 자유 입자를 고려하자.
{\displaystyle m{\frac {d\mathbf {v} }{dt}}=-{\frac {\mathbf {v} }{\mu }}+{\boldsymbol {\eta }}(t),}
여기서 {\displaystyle \mathbf {v} =d\mathbf {r} /dt}는 입자 속도, {\displaystyle \mu }는 입자 이동도, {\displaystyle {\boldsymbol {\eta }}(t)=m\mathbf {a} (t)}는 입자 충돌의 특성 시간 규모 {\displaystyle t_{c}} 이상에서 시간 평균이 사라지는 빠르게 요동하는 힘, 즉 {\displaystyle {\overline {{\boldsymbol {\eta }}(t)}}=0}이다. 운동 방정식의 일반 해는 다음과 같다.
{\displaystyle \mathbf {v} (t)=\mathbf {v} (0)e^{-t/\tau }+\int _{0}^{t}\mathbf {a} (t')e^{-(t-t')/\tau }dt',}
여기서 {\displaystyle \tau =m\mu }는 노이즈 항의 상관 시간이다. 또한 입자 속도 {\displaystyle \mathbf {v} }의 자기상관 함수는 다음과 같이 주어진다는 것을 보일 수 있다.
{\displaystyle {\begin{aligned}R_{vv}(t_{1},t_{2})&\equiv \langle \mathbf {v} (t_{1})\cdot \mathbf {v} (t_{2})\rangle \\&=v^{2}(0)e^{-(t_{1}+t_{2})/\tau }+\int _{0}^{t_{1}}\int _{0}^{t_{2}}R_{aa}(t_{1}',t_{2}')e^{-(t_{1}+t_{2}-t_{1}'-t_{2}')/\tau }dt_{1}'dt_{2}'\\&\simeq v^{2}(0)e^{-|t_{2}-t_{1}|/\tau }+\left[{\frac {3k_{\text{B}}T}{m}}-v^{2}(0)\right]{\Big [}e^{-|t_{2}-t_{1}|/\tau }-e^{-(t_{1}+t_{2})/\tau }{\Big ]},\end{aligned}}}
여기서 우리는 {\displaystyle \mathbf {a} (t_{1}')}와 {\displaystyle \mathbf {a} (t_{2}')} 변수가 시간 간격 {\displaystyle t_{2}'-t_{1}'\gg t_{c}}에 대해 비상관화되는 특성을 사용했다. 또한, {\textstyle \lim _{t\to \infty }\langle v^{2}(t)\rangle =\lim _{t\to \infty }R_{vv}(t,t)}의 값은 에너지 등분배법칙을 따르도록 {\displaystyle 3k_{\text{B}}T/m}과 같도록 설정된다. 만약 시스템이 이미 {\displaystyle v^{2}(0)=3k_{\text{B}}T/m}으로 열 평형 상태에 있다면, {\displaystyle \langle v^{2}(t)\rangle =3k_{\text{B}}T/m}은 모든 {\displaystyle t}에 대해 성립하며, 이는 시스템이 항상 평형 상태를 유지함을 의미한다.
브라운 입자의 속도 {\displaystyle \mathbf {v} (t)}는 적분하여 그 궤적 {\displaystyle \mathbf {r} (t)}를 얻을 수 있다. 만약 입자가 초기에는 원점에 확률 1로 위치해 있다면, 결과는 다음과 같다.
{\displaystyle \mathbf {r} (t)=\mathbf {v} (0)\tau \left(1-e^{-t/\tau }\right)+\tau \int _{0}^{t}\mathbf {a} (t')\left[1-e^{-(t-t')/\tau }\right]dt'.}
따라서, 평균 변위 {\textstyle \langle \mathbf {r} (t)\rangle =\mathbf {v} (0)\tau \left(1-e^{-t/\tau }\right)}는 시스템이 이완될 때 {\displaystyle \mathbf {v} (0)\tau }에 점근적으로 접근한다. 평균 제곱 변위는 비슷하게 결정될 수 있다.
{\displaystyle \langle r^{2}(t)\rangle =v^{2}(0)\tau ^{2}\left(1-e^{-t/\tau }\right)^{2}-{\frac {3k_{\text{B}}T}{m}}\tau ^{2}\left(1-e^{-t/\tau }\right)\left(3-e^{-t/\tau }\right)+{\frac {6k_{\text{B}}T}{m}}\tau t.}
이 표현은 {\displaystyle \langle r^{2}(t\ll \tau )\rangle \simeq v^{2}(0)t^{2}}를 의미하는데, 이는 이완 시간 {\displaystyle \tau }보다 훨씬 짧은 시간 척도에서 브라운 입자의 운동이 (대략적으로) 시간 역전 불변이라는 것을 나타낸다. 반면에 {\displaystyle \langle r^{2}(t\gg \tau )\rangle \simeq 6k_{\text{B}}T\tau t/m=6\mu k_{\text{B}}Tt=6Dt}는 비가역적, 소산적 과정을 나타낸다.

### 볼츠만 통계 복구
외부 포텐셜이 보존적이고 노이즈 항이 열 평형 상태의 저장소에서 파생된 경우, 랑주뱅 방정식의 장시간 해는 열 평형 상태의 입자에 대한 확률 분포 함수인 볼츠만 분포로 귀결되어야 한다. 과다 감쇠 동역학의 특수한 경우, 입자의 관성은 감쇠력에 비해 무시할 수 있으며, 궤적 {\displaystyle x(t)}는 과다 감쇠 랑주뱅 방정식으로 설명된다.
{\displaystyle \lambda {\frac {dx}{dt}}=-{\frac {\partial V(x)}{\partial x}}+\eta (t)\equiv -{\frac {\partial V(x)}{\partial x}}+{\sqrt {2\lambda k_{\text{B}}T}}{\frac {dB_{t}}{dt}},}
여기서 {\displaystyle \lambda }는 감쇠 상수이다. {\displaystyle \eta (t)} 항은 백색 잡음으로, {\displaystyle \left\langle \eta (t)\eta (t')\right\rangle =2k_{\text{B}}T\lambda \delta (t-t')}(형식적으로는 위너 확률 과정)로 특징지어진다. 이 방정식을 푸는 한 가지 방법은 테스트 함수 {\displaystyle f}를 도입하고 그 평균을 계산하는 것이다. {\displaystyle f(x(t))}의 평균은 유한한 {\displaystyle x(t)}에 대해 시간에 독립적이어야 하므로 다음과 같은 결과가 나온다.
{\displaystyle {\frac {d}{dt}}\left\langle f(x(t))\right\rangle =0,}
이토 드리프트-확산 과정 {\displaystyle dX_{t}=\mu _{t}\,dt+\sigma _{t}\,dB_{t}}에 대한 이토의 보조정리는 두 번 미분 가능한 함수 f(t, x)의 미분이 다음과 같이 주어진다고 말한다.
{\displaystyle df=\left({\frac {\partial f}{\partial t}}+\mu _{t}{\frac {\partial f}{\partial x}}+{\frac {\sigma _{t}^{2}}{2}}{\frac {\partial ^{2}f}{\partial x^{2}}}\right)dt+\sigma _{t}{\frac {\partial f}{\partial x}}\,dB_{t}.}
{\displaystyle \langle f(x(t))\rangle } 계산에 이를 적용하면 다음과 같다.
{\displaystyle \left\langle -f'(x){\frac {\partial V}{\partial x}}+k_{\text{B}}Tf(x)\right\rangle =0.}
이 평균은 확률 밀도 함수 {\displaystyle p(x)}를 사용하여 쓸 수 있다.
{\displaystyle {\begin{aligned}&\int \left(-f'(x){\frac {\partial V}{\partial x}}p(x)+{k_{\text{B}}T}f(x)p(x)\right)dx\\=&\int \left(-f'(x){\frac {\partial V}{\partial x}}p(x)-{k_{\text{B}}T}f'(x)p'(x)\right)dx\\=&\;0\end{aligned}}}
여기서 두 번째 항은 부분 적분되었다(따라서 음수 부호). 이것은 임의의 함수 {\displaystyle f}에 대해 참이므로, 다음이 성립한다.
{\displaystyle {\frac {\partial V}{\partial x}}p(x)+{k_{\text{B}}T}p'(x)=0,}
따라서 볼츠만 분포가 복구된다.
{\displaystyle p(x)\propto \exp \left({-{\frac {V(x)}{k_{\text{B}}T}}}\right).}

## 등가 기법
일부 상황에서는 특정 잡음 실현에 대한 해가 아닌 랑주뱅 방정식의 잡음 평균 행동에 주로 관심이 있다. 이 섹션에서는 랑주뱅 방정식에 내재된 확률 미적분과 다르지만 동등한 평균 행동을 얻는 기법을 설명한다.

### 포커르-플랑크 방정식
포커르-플랑크 방정식은 확률 변수 {\displaystyle A}의 시간에 따른 확률 밀도 {\displaystyle P\left(A,t\right)}에 대한 결정론적 방정식이다. 이 문서에 설명된 일반 랑주뱅 방정식에 해당하는 포커르-플랑크 방정식은 다음과 같다.
{\displaystyle {\frac {\partial P\left(A,t\right)}{\partial t}}=\sum _{i,j}{\frac {\partial }{\partial A_{i}}}\left(-k_{\text{B}}T\left[A_{i},A_{j}\right]{\frac {\partial {\mathcal {H}}}{\partial A_{j}}}+\lambda _{i,j}{\frac {\partial {\mathcal {H}}}{\partial A_{j}}}+\lambda _{i,j}{\frac {\partial }{\partial A_{j}}}\right)P\left(A,t\right).}
평형 분포 {\displaystyle P(A)=p_{0}(A)={\text{const}}\times \exp(-{\mathcal {H}})}는 정상 상태 해이다.

#### 클라인-크라머르스 방정식
과감쇠 브라운 입자에 대한 포커르-플랑크 방정식은 클라인-크라머르스 방정식이라고 불린다. 랑주뱅 방정식이 다음과 같이 쓰여진다면
{\displaystyle {\begin{aligned}{\dot {\mathbf {r} }}&={\frac {\mathbf {p} }{m}}\\{\dot {\mathbf {p} }}&=-\xi \,\mathbf {p} -\nabla V(\mathbf {r} )+{\sqrt {2m\xi k_{\mathrm {B} }T}}{\boldsymbol {\eta }}(t),\qquad \langle {\boldsymbol {\eta }}^{\mathrm {T} }(t){\boldsymbol {\eta }}(t')\rangle =\mathbf {I} \delta (t-t')\end{aligned}}}
여기서 {\displaystyle \mathbf {p} }는 운동량이다. 그러면 해당하는 포커르-플랑크 방정식은 다음과 같다.
{\displaystyle {\frac {\partial f}{\partial t}}+{\frac {1}{m}}\mathbf {p} \cdot \nabla _{\mathbf {r} }f=\xi \nabla _{\mathbf {p} }\cdot \left(\mathbf {p} \,f\right)+\nabla _{\mathbf {p} }\cdot \left(\nabla V(\mathbf {r} )\,f\right)+m\xi k_{\mathrm {B} }T\,\nabla _{\mathbf {p} }^{2}f}
여기서 {\displaystyle \nabla _{\mathbf {r} }}와 {\displaystyle \nabla _{\mathbf {p} }}는 각각 r과 p에 대한 경사 연산자이고, {\displaystyle \nabla _{\mathbf {p} }^{2}}는 p에 대한 라플라시안이다.
{\displaystyle d}차원 자유 공간에서 {\displaystyle \mathbb {R} ^{d}}의 {\displaystyle V(\mathbf {r} )={\text{상수}}}에 해당하며, 이 방정식은 푸리에 변환을 사용하여 풀 수 있다. 입자가 {\displaystyle t=0}에 위치 {\displaystyle \mathbf {r} '}와 운동량 {\displaystyle \mathbf {p} '}로 초기화되었다면, 즉 초기 조건 {\displaystyle f(\mathbf {r} ,\mathbf {p} ,0)=\delta (\mathbf {r} -\mathbf {r} ')\delta (\mathbf {p} -\mathbf {p} ')}에 해당한다면, 해는 다음과 같다.
{\displaystyle {\begin{aligned}f(\mathbf {r} ,\mathbf {p} ,t)=&{\frac {1}{\left(2\pi \sigma _{X}\sigma _{P}{\sqrt {1-\beta ^{2}}}\right)^{d}}}\times \\&\quad \exp \left[-{\frac {1}{2(1-\beta ^{2})}}\left({\frac {|\mathbf {r} -{\boldsymbol {\mu }}_{X}|^{2}}{\sigma _{X}^{2}}}+{\frac {|\mathbf {p} -{\boldsymbol {\mu }}_{P}|^{2}}{\sigma _{P}^{2}}}-{\frac {2\beta (\mathbf {r} -{\boldsymbol {\mu }}_{X})\cdot (\mathbf {p} -{\boldsymbol {\mu }}_{P})}{\sigma _{X}\sigma _{P}}}\right)\right]\end{aligned}}}
여기서
{\displaystyle {\begin{aligned}&\sigma _{X}^{2}={\frac {k_{\mathrm {B} }T}{m\xi ^{2}}}\left[1+2\xi t-\left(2-e^{-\xi t}\right)^{2}\right];\qquad \sigma _{P}^{2}=mk_{\mathrm {B} }T\left(1-e^{-2\xi t}\right)\\&\beta ={\frac {k_{\text{B}}T}{\xi \sigma _{X}\sigma _{P}}}\left(1-e^{-\xi t}\right)^{2}\\&{\boldsymbol {\mu }}_{X}=\mathbf {r} '+(m\xi )^{-1}\left(1-e^{-\xi t}\right)\mathbf {p} ';\qquad {\boldsymbol {\mu }}_{P}=\mathbf {p} 'e^{-\xi t}.\end{aligned}}}
세 공간 차원에서는 평균 제곱 변위가 다음과 같다.
{\displaystyle \langle \mathbf {r} (t)^{2}\rangle =\int f(\mathbf {r} ,\mathbf {p} ,t)\mathbf {r} ^{2}\,d\mathbf {r} d\mathbf {p} ={\boldsymbol {\mu }}_{X}^{2}+3\sigma _{X}^{2}}

### 경로 적분
랑주뱅 방정식에 해당하는 경로 적분은 해당하는 포커르-플랑크 방정식에서 얻거나, 요동하는 힘 {\displaystyle \eta }의 가우스 확률 분포 {\displaystyle P^{(\eta )}(\eta )\mathrm {d} \eta }를 느린 변수의 확률 분포로 변환하여 얻을 수 있다. 도식적으로는 {\displaystyle P(A)\mathrm {d} A=P^{(\eta )}(\eta (A))\det(\mathrm {d} \eta /\mathrm {d} A)\mathrm {d} A}이다.
랑주뱅 방정식이 자연적인(인과적인) 방식으로 이산화될 때 함수 판별식 및 관련 수학적 미묘함은 사라진다. 즉, {\displaystyle A(t+\Delta t)-A(t)}는 {\displaystyle A(t)}에 의존하지만 {\displaystyle A(t+\Delta t)}에는 의존하지 않는다. 보조 응답 변수 {\displaystyle {\tilde {A}}}를 도입하는 것이 편리하다는 것이 밝혀졌다. 일반적인 랑주뱅 방정식에 해당하는 경로 적분은 다음과 같다.
{\displaystyle \int P(A,{\tilde {A}})\,\mathrm {d} A\,\mathrm {d} {\tilde {A}}=N\int \exp \left(L(A,{\tilde {A}})\right)\mathrm {d} A\,\mathrm {d} {\tilde {A}},}
여기서 {\displaystyle N}은 정규화 계수이고
{\displaystyle L(A,{\tilde {A}})=\int \sum _{i,j}\left\{{\tilde {A}}_{i}\lambda _{i,j}{\tilde {A}}_{j}-{\widetilde {A}}_{i}\left\{\delta _{i,j}{\frac {\mathrm {d} A_{j}}{\mathrm {d} t}}-k_{\text{B}}T\left[A_{i},A_{j}\right]{\frac {\mathrm {d} {\mathcal {H}}}{\mathrm {d} A_{j}}}+\lambda _{i,j}{\frac {\mathrm {d} {\mathcal {H}}}{\mathrm {d} A_{j}}}-{\frac {\mathrm {d} \lambda _{i,j}}{\mathrm {d} A_{j}}}\right\}\right\}\mathrm {d} t.}
경로 적분 공식화는 양자장론과 같은 도구, 즉 섭동 및 재규격화군 방법의 사용을 허용한다. 이 공식화는 일반적으로 개발자의 이름을 따서 마틴-시지아-로즈 형식주의 또는 얀센-드 도미니시스 형식주의라고 불린다. 이 표현에 대한 수학적 형식주의는 위너 공간에서 개발될 수 있다.

## 같이 보기
- 그로테-하인즈 이론
- 랑주뱅 동역학
- 확률론적 열역학

## 더 읽어보기
- W. T. Coffey (더블린 트리니티 칼리지, 아일랜드)와 Yu P. Kalmykov (페르피냥 대학교, 프랑스), The Langevin Equation: With Applications to Stochastic Problems in Physics, Chemistry and Electrical Engineering (Third edition), World Scientific Series in Contemporary Chemical Physics – Vol 27.
- Reif, F. Fundamentals of Statistical and Thermal Physics, McGraw Hill New York, 1965. See section 15.5 Langevin Equation
- R. Friedrich, J. Peinke and Ch. Renner. How to Quantify Deterministic and Random Influences on the Statistics of the Foreign Exchange Market, Phys. Rev. Lett. 84, 5224–5227 (2000)
- L.C.G. Rogers and D. Williams. Diffusions, Markov Processes, and Martingales, Cambridge Mathematical Library, Cambridge University Press, Cambridge, reprint of 2nd (1994) edition, 2000.